# 萊布亞熱 (丘胡伊夫區)
49°48′11″N 36°54′21″E / 49.80306°N 36.90583°E
萊布亞熱（羅馬化：Lebiazhe）是位於烏克蘭東部的村莊，由哈爾科夫州丘胡伊夫区的契卡洛夫斯凱市鎮負責管轄。該村處於北頓涅茨河畔，始建於1717年，面積2.26平方公里，海拔高度101米，2022年人口208。